# Mazatenango

Mazatenango é uma cidade da Guatemala do departamento de Suchitepéquez. É a capital do departamento.

## Esportes
A cidade de Mazatenango possui um clube no Campeonato Guatemalteco de Futebol, o Club Social y Deportivo Suchitepéquez, que jpga de mandante no Estádio Carlos Salazar Hijo.